# Frank Ahnert
Frank O. Ahnert (* 12. Dezember 1927 in Wittgensdorf; † 10. September 2017 in Cambridge) war ein deutscher Geograph und Hochschullehrer an der RWTH Aachen.

## Leben
Nach dem Studium der Geographie an der Universität in Heidelberg promovierte er dort 1953 zu den Oberflächenformen des Dahner Felsenlandes in der südlichen Haardt. Von 1954 bis 1974 lehrte er dann an der University of Maryland. Ab 1966 war er dort Lehrstuhlinhaber. Im Jahr 1974 folgte er dem Ruf an die RWTH Aachen auf den Lehrstuhl für Physische Geografie und Geoökologie. Sein besonderes Forschungsinteresse galt der Modellierung von Erdoberflächenprozessen. 1993 wurde er emeritiert. Zu seinen bedeutendsten Werken gehört die Einführung in die Geomorphologie, die seit 1996 in mehreren Auflagen und auch in englischer Sprache erschien. 2013 erhielt er die Ferdinand-von-Richthofen-Medaille der Deutschen Gesellschaft für Geomorphologie e.V. (ehemals: Arbeitskreis für Geomorphologie).

## Veröffentlichungen

### Monographien
- mit Heinrich Rohdenburg, Arno Semmel: Beiträge zur Geomorphologie der Tropen. Catena-Verlag, Cremlingen 1982, ISBN 978-3-923381-01-2
- Einführung in die Geomorphologie. Ulmer, 1996, ISBN 3-8001-2697-4

### Übersetzungen
- Alan H. Strahler, Arthur N. Strahler: Physische Geographie. Ulmer, Stuttgart 1999, ISBN 978-3-8001-2709-2.